# 512e régiment de chars de combat
Pour les articles homonymes, voir 512e régiment.
Le 512e régiment de chars de combat est une unité blindée de l'Armée française, existant pendant l'entre-deux-guerres.

## Différentes dénominations
- 1922 : création du 512e régiment de chars blindés
- 1923 : renommé 512e régiment de chars de combat

- 1929 : devient 505e régiment d'artillerie de combat
- 1938 : nouvelle formation du 512e RCC
- 1939 : dissous

## Historique

### Première formation à Vannes

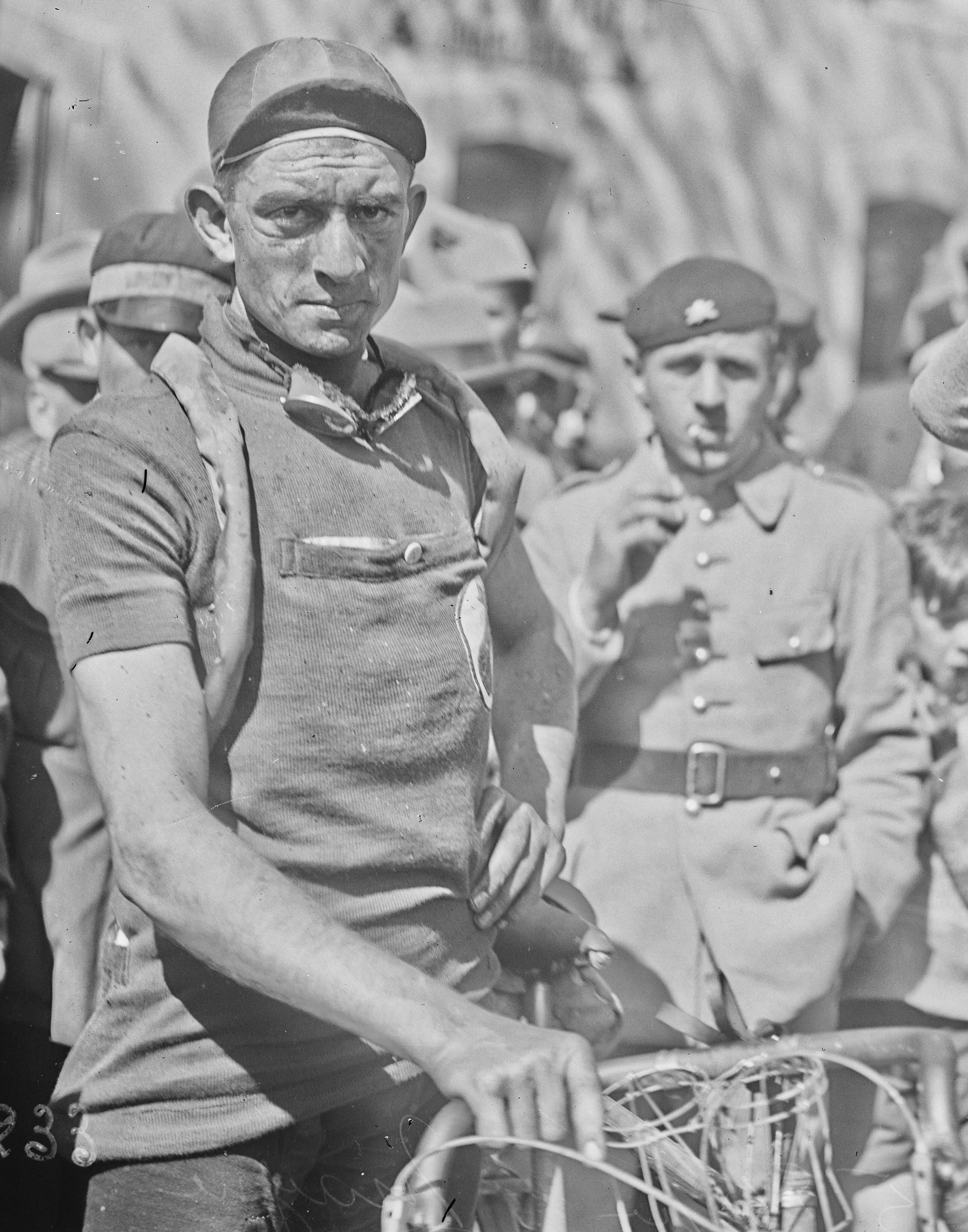
Un militaire du (au second plan), derrière le coureur cycliste Antonin Magne, à l'arrivée de l'étape vannetaise du tour de France 1928.

Le régiment est créé en 1922 sous le nom de 512e régiment de chars blindés (puis 512e régiment de chars de combat après 1923). En garnison à Vannes (quartier Sénarmont), il est dissous en 1929 et forme le 505e régiment d'artillerie de combat.

### Seconde formation à Châlons
Le régiment est recréé en 1938 à Châlons-sur-Marne. Son IIe bataillon reçoit le troisième lot de chars B1 Bis à l'été 1939.
Il est dissous en août-septembre 1939 : son premier bataillon, équipé de chars R35, forme le 23e bataillon de chars de combat, et son deuxième bataillon le 28e bataillon de chars de combat.

## Traditions

### Étendard
L'étendard du régiment ne porte aucune inscription.

### Insigne
L'insigne du régiment, sorti en avril 1939, présente un rectangle bordé de grappes, encadrant un écu aux armes de Champagne. En chef, le heaume sur canons croisés (symbole des chars de combat) est surmonté des chiffres 512. En pointe une salamandre, autre symbole hérité de l'artillerie spéciale.